# Houndé
Houndé là một tổng thuộc Tuy (tỉnh) ở phía nam Burkina Faso. Thủ phủ là thị xã Houndé. Dân số năm 2006 là 72.723 người.

## Các thị xã và làng xã
Boho-Kari, Bombi, Bouahoun, Bouende, Bouéré, Daboui, Dankari, Dohoun, Doufien, Kari, Kiéré, Laho, Siéni, Tiomboni và Touaho.